# Rocky Top
Cet article concerne la chanson officielle du Tennessee. Pour la municipalité du même État, voir Rocky Top (Tennessee).
Rocky Top est une chanson américaine de country et bluegrass écrite par Felice et Boudleaux Bryant en 1967. Les deux versions les plus connues de la chanson sont celles des Osborne Brothers et de Lynn Anderson.
En février 1982, elle devient l'une des chansons officielles de l'État du Tennessee, qui sont au nombre de dix en 2012.